# Oreobates quixensis
Oreobates quixensis é uma espécie de anfíbio  da família Craugastoridae. Pode ser encontrada na Bolívia, Brasil, Colômbia, Equador e Peru.
Os seus habitats naturais são: florestas subtropicais ou tropicais húmidas de baixa altitude, jardins rurais e florestas secundárias altamente degradadas.